# Вручение дожу перстня
«Вручение дожу перстня» (итал. Presentazione dell'anello al doge) — картина итальянского живописца Париса Бордоне (1500—1571), представителя венецианской школы. Создана около 1535  года. Хранится в коллекции Галереи Академии в Венеции.

## История
Картина была написана по заказу братства святого Марка для зала Альберго и составляет часть цикла, посвященному жизни этого святого. С 1815 года хранится в коллекции Галереи Академии в Венеции.
Картина — одно из немногочисленных сохранившихся исторических монументальных полотен Бордоне. Картина считается шедевром художника и является одним из первых образцов декоративно-архитектурных построений, которые были еще непривычными для венецианского искусства того времени.

## Описание

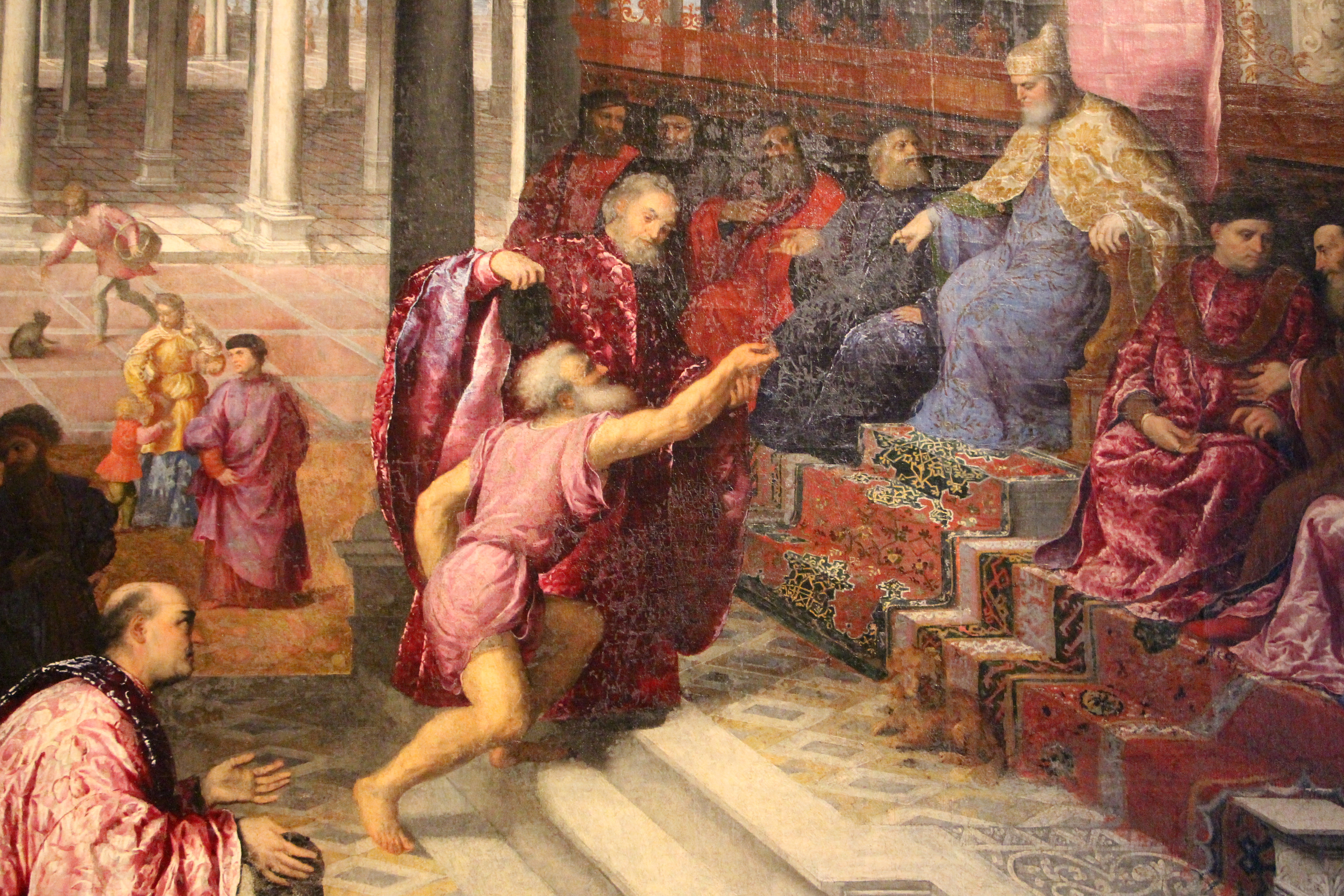
Деталь

В основе сюжета лежит легенда начала XVI в., по которой рыбак приносит дожу Венеции перстень, подаренный святым Марком в доказательство о чуде, произошедшем прошлой ночью, когда святые Марк, Святой Георгий и Феодор (по другой версии — Николай), патроны Венеции, вместе с рыбаком в открытом море, во время сильного шторма, разбили корабль с демонами, которые направлялись в город, чтобы разрушить его. После победы святой Марк обратился к рыбаку с речью о том, что он будет защищать свой город и в дальнейшем, а в знак доказательства попросил передать дожу Барталомео Градениго (на полотне — Андреа Гритти) свой перстень. По преданию, перстень хранится в ризнице базилики.
Бордоне, используя краски холодных и ярких тонов, изображает сцену на фоне сложных архитектурных декораций, напоминающих по форме Дворец дожей и навеянные теоретическими поисками Себастьяно Серлио; в частности, конструкция лестницы напрямую заимствована из его второй книги «Трактата по архитектуре». Вокруг дожа изображены сенаторы, а слева председатель и некоторые члены братства святого Марка.